# Olaria AC
Olaria AC is een Braziliaanse voetbalclub uit Rio de Janeiro, uit de wijk Olaria.

## Geschiedenis
De club werd in 1915 opgericht als Japonês Futebol Clube , maar nam datzelfde jaar nog de naam Olaria AC aan. In 1925 ging de club in de tweede klasse van het Campeonato Carioca spelen. Nadat ze in 1931 kampioen werden promoveerden ze voor het eerst naar de hoogte klasse. Na één seizoen kwam er een splitsing in het voetbal van de staat. Er kwam een profcompetitie naast de bestaande amateurcompetitie. Olaria bleef in de amateurcompetitie en werd vicekampioen achter Botafogo, de enige overgebleven topclub in deze competitie. De volgende jaren kon de club weinig betekenen in de competitie. In 1937 fuseerden de competities en dit betekende dat er voor Olaria geen plaats meer was in de competitie. Er was ook geen tweede divisie meer waardoor de club enkele jaren zonder competitievoetbal door het leven moest. In 1947 maakten ze hun rentree en in 1950 eindigden ze voor het eerst in de top vijf. In 1957 en 1958 werden ze laatste, maar de volgende jaren vestigden ze zich in de middenmoot. In 1965 werd de tweede klasse heringevoerd en degradeerden vijf clubs uit de eerste klasse, waaronder Olaria. Na één jaar werd deze maatregel ongedaan gemaakt en keerde Olaria terug. In 1970 werd de club nog zesde en een jaar later zelfs vierde. In 1973 en 1974 speelde de club voor het eerst op nationaal niveau in de Série A, waar toen nog vele clubs per staat in meespeelden. Olaria eindigde telkens in de middenmoot. 
In 1979 werden de competities van de stad en de staat Rio samengevoegd, waardoor de competitie zwaarder werd voor de vele clubs uit Rio en er werd nu ook een tweede en derde klasse ingevoerd waardoor men kon degraderen. Olaria eindigde al meteen op een laatste plaats na de heenronde, maar kon in het tweede toernooi de degradatie nog afwenden. In 1981 mocht de club deelnemen aan de eerste editie van de Série C. De club bereikte de finale tegen Santo Amaro en won deze. In de staatscompetitie later dat jaar deed de club het echter veel minder goed en de club degradeerde. Na twee seizoenen werd de club kampioen en promoveerde weer. In 1987 werd de club elfde op veertien, maar omdat de competitie teruggebracht werd naar twaalf clubs degradeerde de club. Na één seizoen keerde de club terug maar degradeerde ook weer meteen. In 1991 werd de competitie uitgebreid naar 24 teams waardoor de club opnieuw in de hoogste klasse speelde. In 1992 eindigde de club nog zevende. Na het seizoen 1993 werd de competitie teruggebracht naar twaalf clubs en Olaria wist zich hierbij te scharen. Na enkele mindere seizoenen deed de club het in 2000 opnieuw goed en mocht zo weer in de nationale Série C aantreden. De club werd in de eerste fase uitgeschakeld. Omdat ze het in de competitie goed bleven doen mochten ze ook de volgende drie jaar in de Série C aantreden. In 2002 overleefden ze de groepsfase en schakelden dan Atlético Goianiense uit, maar werden dan zelf in de 1/8ste finale verslagen door Villa Nova.In 2003 werden ze in de derde fase uitgeschakeld door Cabofriense. Het volgende seizoen degradeerde de club terug uit de staatscompetitie. 
In 2009 kon de club opnieuw promotie afdwingen. In 2011 eindigde de club op een knappe vijfde plaats. Het volgende seizoen werd degradatie net vermeden en in 2013 volgde een nieuwe degradatie. De volgende jaren speelde de club in de Série B1. In 2020 werd de club slachtoffer van een competitiehervorming en degradeerde de club voor het eerst in zijn bestaan naar de derde klasse. De club kon meteen de titel winnen en promoveerde naar de tweede klasse, waar ze vicekampioen werden. Echter promoveerde enkel de kampioen.

## Erelijst
Série C
1981